# Pacifische smaragdduif
De Pacifische smaragdduif (Chalcophaps longirostris) is een vogel uit de familie Columbidae (duiven en tortelduiven).

## Verspreiding en leefgebied
Deze soort komt voor in Australazië en telt vier ondersoorten:
- C. l. timorensis: de oostelijke Kleine Soenda-eilanden.
- C. l. longirostris: noordelijk Australië.
- C. l. rogersi: oostelijk Australië, Lord Howe-eiland en Norfolk, alsook Nieuw-Guinea.
- C. l. sandwichensis: Santa Cruzeilanden, Vanuatu (incl. de Bankseilanden) en Nieuw-Caledonië.